# 象河 (林波波河)
象河，林波波河的一条支流，流经南非和莫桑比克两国。

## 名称
在南非荷兰语中，该河被称为，意译为“象河”，音译为“奥利芬茨河”、“奧利凡茲河”、“奧勒芬茲河”。在流域国家通用语言中，该河的英文名为音译或意译的，葡萄牙语名为意译的。
在北索托語中，该河被称为“莱佩勒”（Lepelle），意为缓慢流动的或遥远的；在祖鲁语中，该河被称为“奥巴卢莱”（Obalule），意为长的、伸长的。有资料显示，南非艺术和文化部长曾于2005年9月16日批准林波波省提案，将象河的官方名称改为“莱佩勒”（Lepelle），但在其后的官方资料中仍使用“象河”（Olifants River）的称谓。

## 干流走向
象河发源于南非姆普马兰加省戈特锡班德地区姆苏卡利格瓦地方的西北部，位于达费尔和布雷滕之间的威特沃特斯兰德山区。随后向西北流入恩康加拉地区的史蒂夫奇韦特地方南部，班克河等小型支流汇入；后向西流入戈特锡班德地区戈文姆贝基地方，柳丰特因河、菲斯克伊勒河汇入；后向西再次流入史蒂夫奇韦特地方，再向西北流入恩康加拉地区的伊玛拉雷尼地方；在伊玛拉雷尼地方，象河先向北流，科灵河（Koringspruit）汇入后转向西北，后斯廷库尔河汇入转而向北，特维丰特因河（Tweefonteinspruit）汇入后流经威特班克城区东侧，斯普克河（Spookspruit）汇入后成为史蒂夫奇韦特地方与同地区的泰姆比西尔哈尼地方的界河，小象河、克利普河（Klip）、沃尔赫河汇入后流入洛斯科普水库，至此为象河上游。
经过洛斯科普大坝后，象河进入林波波省塞库库内地区埃利亚斯莫特索阿莱迪地方，继续向北流，塞隆斯河（Selons River）、布卢德河（Bloed River）汇入，后向北流入同地区的埃弗雷姆莫加莱地方，摩西河、埃兰兹河汇入后注入弗拉格博西洛大坝水库，同样流入该水库的支流包括马加特勒河、莫拉劳特河及莫特塞菲尔河，马科茨瓦内河汇入后不久成为埃弗雷姆莫加莱地方与同地区的马库杜塔玛加地方的界河，莫特塞莱奥普河、马迪布贾宁河汇入后成为马库杜塔玛加地方与摩羯座地区莱珀利-恩古姆比地方的界河，姆法克河汇入后成为莱珀利-恩古姆比地方与塞库库内地区费塔克莫地方的界河，莫拉列茨河（Mohlaletsi）、丘尼斯河汇入后转向东流，拉福洛河（Rapholo）、姆福霍迪马河、通瓦内河汇入后成为莱珀利-恩古姆比地方与塞库库内地区大图巴策地方的界河，莫拉皮茨河、莫茨河（Motse）汇入后转向东南，流入大图巴策地方境内，斯蒂尔普特河汇入后转向东流，至此为象河中游。
斯蒂尔普特河汇入后为象河下游，象河干流继续东流成为大图巴策地方与莫帕尼地区马吕伦格地方的界河，穿越阿贝尔埃拉斯默斯山口后北转，流入马吕伦格地方后转向东北，布莱德河汇入后转向北流，马库斯维河汇入后转而向东，后成为马吕伦格地方和同地区巴帕拉波瓦地方的界河，塞拉提河汇入后流入克鲁格国家公园，仍为林波波省莫帕尼地区巴帕拉波瓦地方和姆普马兰加省埃兰泽尼地区布希巴克里奇地方的界河，横穿克鲁格国家公园过程中克拉西里河、恩拉拉鲁米河、廷巴瓦蒂河、莱塔巴河等支流汇入，临近莫桑比克国境处向北转向，马萨马比河、马科福尔河汇入后从林波波省流出南非国境。象河干流进入莫桑比克处属于加扎省马辛吉尔区，敦格河汇入后流入马辛吉尔大坝水库，姆沙帕内河（Rio Mchapane）汇入该水库，象河干流通过大坝后向，沿林波波国家公园南缘流向东南，其间欣圭齐河、南甘布洛河汇入，最终象河干流在林波波国家公园南端汇入林波波河，汇入处属林波波河下游，距入海口209千米。

## 流域信息
象河流域面积70000平方千米，是林波波河流域面积最广的支流，占整个林波波河流域的17%。象河流域年平均降水量500mm，在林波波河各支流中排名第三；年平均蒸发量1700mm，在林波波河各支流中同样排名第三。象河流域大部分位于在南非，南非境内流域面积为68450平方千米，占84%，流域内降雨量较高的地区也大都位于南非；莫桑比克境内流域面积为1550平方千米。
象河是林波波河最大的水源地，林波波河自象河汇入后才具备通航能力。南非境内，象河的天然年径流量为16.44亿立方米，实测径流量为12.33亿立方米，生态储备量3.66亿立方米，单位径流18.02毫米。

## 主要支流
| 汇入左右 | 上游河段 | 中游河段     | 下游河段                     |
| -------- | -------- | ------------ | ---------------------------- |
| 右岸     | 小象河   | 斯蒂尔普特河 | 布莱德河                     |
| 左岸     | 沃尔赫河 | 埃兰兹河     | 塞拉提河、莱塔巴河、欣圭齐河 |

## 水务管理
在南非，象河流域属于象河水资源管理区，被划分为9个二级集水区，原象河水管区不包括莱塔巴河、欣圭齐河流域，面积为54,570平方公里。在莫桑比克，象河所在的林波波河流域由南部水务局（Administração Regional de Águas Sul）管辖:40。

## 开发利用
象河流域内有30座大型水坝，及大量的小型水坝，总蓄水量相当可观。象河干流上有威特班克大坝、洛斯科普大坝、弗拉格博西洛大坝（旧称阿拉比大坝）、帕拉波瓦拦河坝（Phalaborwa Barrage）和马辛吉尔大坝等，其中马辛吉尔大坝在莫桑比克境内。小象河上有米德尔堡大坝，布莱德河上有布莱德河大坝，埃兰兹河上有勒诺斯特科普大坝、鲁斯特德温特大坝:314。布莱德河支流奥里格斯塔河上有奥里格斯塔大坝。
威特班克水库蓄水量为1.040亿立方米，米德尔堡水库为0.481亿立方米，洛斯科普水库为3.620亿立方米，弗拉格博西洛水库为0.9900亿立方米，主要被用于家庭用水。布莱德水库蓄水量为0.552亿立方米，主要用于灌溉，但也可满足家庭使用。

## 流域环境
象河及其多条支流均发源地于高地草原地带。上游主要以采矿、农业和保护活动为主，过度放牧和极易侵蚀的土壤导致中游地区水土流失严重，每当大雨过后象河都因悬浮沉积物而呈现红褐色。该河是南非污染最严重的河流之一，因磷酸盐污染，藻类疯长。2013年12月，帕拉博鲁瓦的暴雨导致尾矿坝发生溢流，大量高酸性水流入象河支流塞拉提河，造成流域水质污染。位于克鲁格国家公园内的象河峡谷中生活着很多鱼类、鳄鱼和河马种群，随着象河上修建大量的大坝，河中鱼类已经大幅减少。

## 备注
1. ↑  西开普省的同名河流也被译为“象河”[3][4]
2. ↑  西开普省的同名河流也被译为“奥列芬茨河”[6]